# المبناء (قفل شمر)

تعديل مصدري - تعديل

المبناء هي إحدى قرى عزلة شمرين بمديرية قفل شمر التابعة لمحافظة حجة، بلغ تعداد سكانها 142 نسمة حسب تعداد اليمن لعام 2004.يوجد فيها اقدم مسجد البلدة حيث يقع المسجد اعلى القرية ويطل على الوادي
يوجد قرية تابعة لقرية المبناء وهي قرية الطويلة الواقعة اسفل القرية التي يوجد فيها عقلاء القرية أمثال محمد حسن السلال ويحيى حسن قطف وحمد علي الهارب .